# USS LST-62
O USS LST-62 foi um navio de guerra norte-americano da classe LST que operou durante a Segunda Guerra Mundial.